# Льодовня

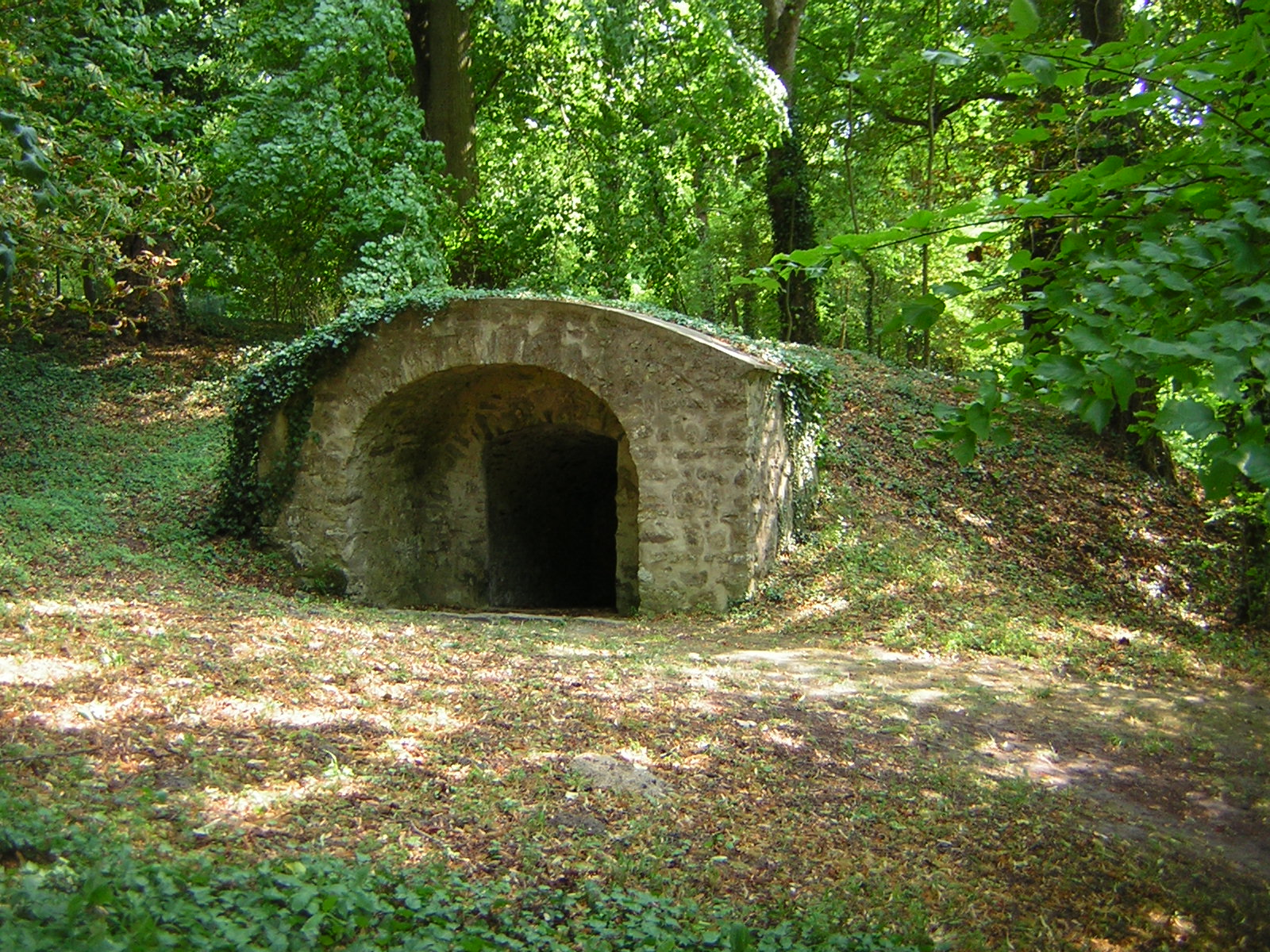
Льодовня замку Ерменонвілль, у парку Ж.-Ж. Руссо

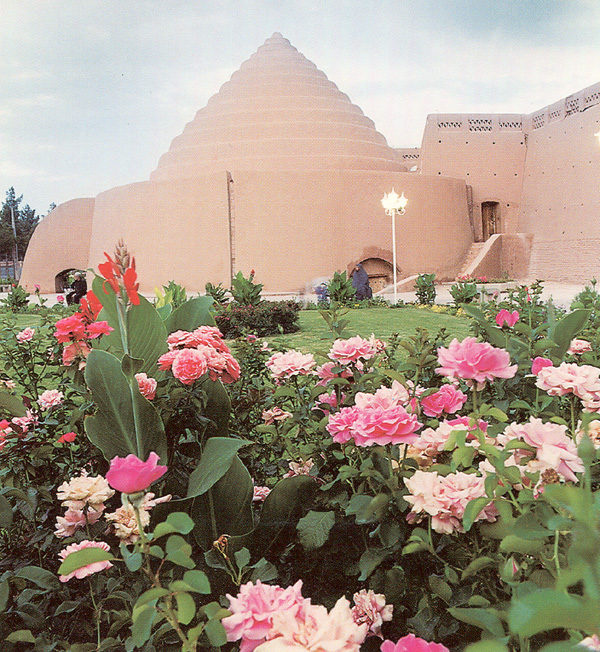
Стародавня льодівня якчал, побудована в Кермані, Іран, у Середньовіччі використовувалася для зберігання льоду та продуктів у літній час

Льодо́вня, льоді́вня або льодо́вник — приміщення з льодом, призначене для зберігання швидкопсувних продуктів. Льодовні використовувалися до часу масового поширення електричних холодильників і холодильних камер.
Залежно від конструкції, призначення і запасів льоду виділяють такі типи льодовень:
- Льодовні з довгочасним запасом льоду;
- Льодовні із сезонним запасом льоду (наповнення проводять наприкінці зими — початку весни);
- Льодовні з короткочасним запасом льоду (льодокишеневі, повітродувні і фригаторні холодильники).

Залежно від розташування льоду виділяють льодовні з верхнім, бічним, центральним і нижнім розташуванням. Залежно від положення відносно рівня земної поверхні — надземні і підземні.
Найпростіша льодовня являє собою теплоізольований погріб, на дні якого вкладають лід (40–60 м³), а зверху розміщують продукти на дерев'яних ґратах. Льодовні розташовують у максимально затіненому місці, зазвичай на західній стороні від приміщення, це надає додаткову прохолоду. Зазвичай льодовню заповнюють льодом з річки і стараються його зберегти до наступної зими.
Теплоізоляцію льодового масиву забезпечують за допомогою деревної тирси, торфу або інших матеріалів. Низьких температур досягають використанням солі — суміш подрібненого льоду і хлориду натрію у співвідношенні 22,4 % NaCI по масі забезпечує температуру -21,2 °С. За тривалістю зберігання продуктів льодовні поступалися холодильникам: наприклад, в інструкції по технології приготування їжі 1957 року зазначено, що строк зберігання м'яса у льодовнях підприємств громадського харчування — до 2 діб (у холодильних камерах — до 5 діб).
Для перевезення швидкопсувних продуктів залізничним транспортом колись широко використовували ізотермічні вагони-льодовні, які зараз замінені рефрижераторами.